# Bijpur
Bijpur è una suddivisione dell'India, classificata come census town, di 9.232 abitanti, situata nel distretto di Sonbhadra, nello stato federato dell'Uttar Pradesh. In base al numero di abitanti la città rientra nella classe V (da 5.000 a 9.999 persone).

## Geografia fisica
La città è situata a 24° 02' 30 N e 82° 47' 21 E.

## Società

### Evoluzione demografica
Al censimento del 2001 la popolazione di Bijpur assommava a 9.232 persone, delle quali 4.925 maschi e 4.307 femmine. I bambini di età inferiore o uguale ai sei anni assommavano a 1.465, dei quali 742 maschi e 723 femmine. Infine, coloro che erano in grado di saper almeno leggere e scrivere erano 6.672, dei quali 3.892 maschi e 2.780 femmine.